# Саядян, Амбарцум Герасимович
Амбарцум Герасимович Саядян (арм. Համբարձում Սայադյան, 23 июля 1909, Нахичевань, Кавказское наместничество — 8 февраля 1991, Ереван) — армянский советский инженер и химик-технолог. Заслуженный деятель науки и техники Армянской ССР (1970), кандидат химических наук.

## Биография
В 1936 году окончил Ереванский государственный университет.
В 1936—1939 годах работал на заводе «Наирит». С 1939 года — в Ереванском политехническом институте.
В 1957 году защитил диссертацию на соискание учёной степени кандидат химических наук на тему «Исследование химической активации и нефелинового концентрата и изучение его спекания с известняком»

## Научные интересы
Разработчик ряда технологических процессов, предложил способы получения поливинилбутираля, виниловых сополимеров, ударопрочного полистирола и др.

## Память

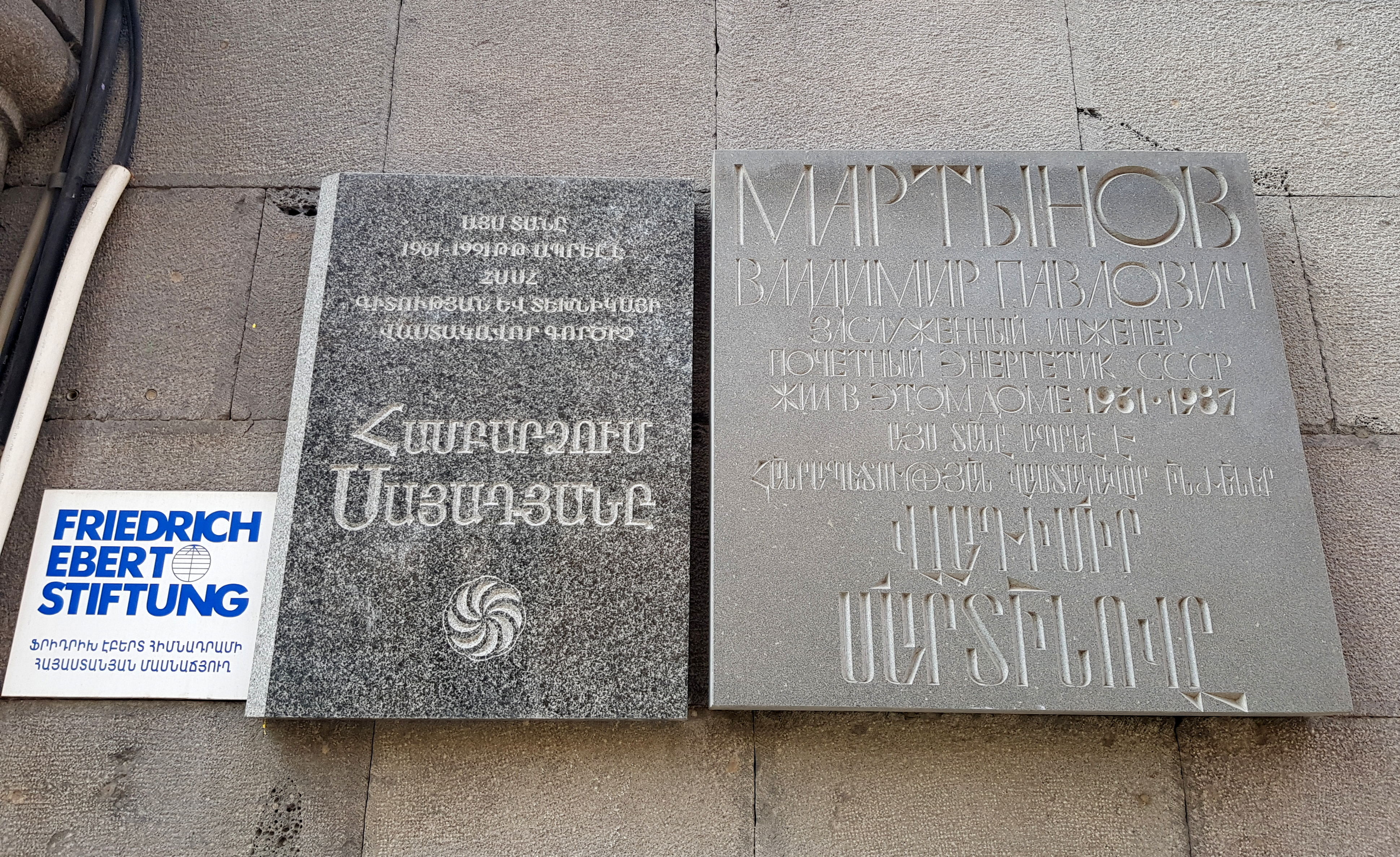
Мемориальные доски Амбарцуму Саядяну (слева) и Владимиру Мартынову в Ереване

Мемориальная доска в Ереване, улица Московян, 31.